# Carol Bartz
Carol Ann Bartz (n. 29 de agosto de 1948, en Winona, Minnesota) fue Directora ejecutiva de Yahoo! desde el 13 de enero de 2009 hasta el 6 de septiembre de 2011. Anteriormente fue director, Presidente y CEO de Autodesk, la cuarta empresa más grande del mundo de software de empresa para PC desde 1992 hasta 2009. Los ingresos netos de Autodesk aumentaron de US $ 285 millones a más de $ 534 millones durante su mandato.

## Ceo de Yahoo
Cuando Carol fue contratada por Yahoo a principios de 2009 su salario anual era US$ 1 millón. El 6 de septiembre de 2011, Bartz fue destituida de su cargo en Yahoo (vía telefónica), y el director financiero Tim Morse fue nombrado como nuevo director ejecutivo de la empresa. El despido de Carol le costó a Yahoo US$ 14 millones de dólares.